# Kılıç Arslan II.

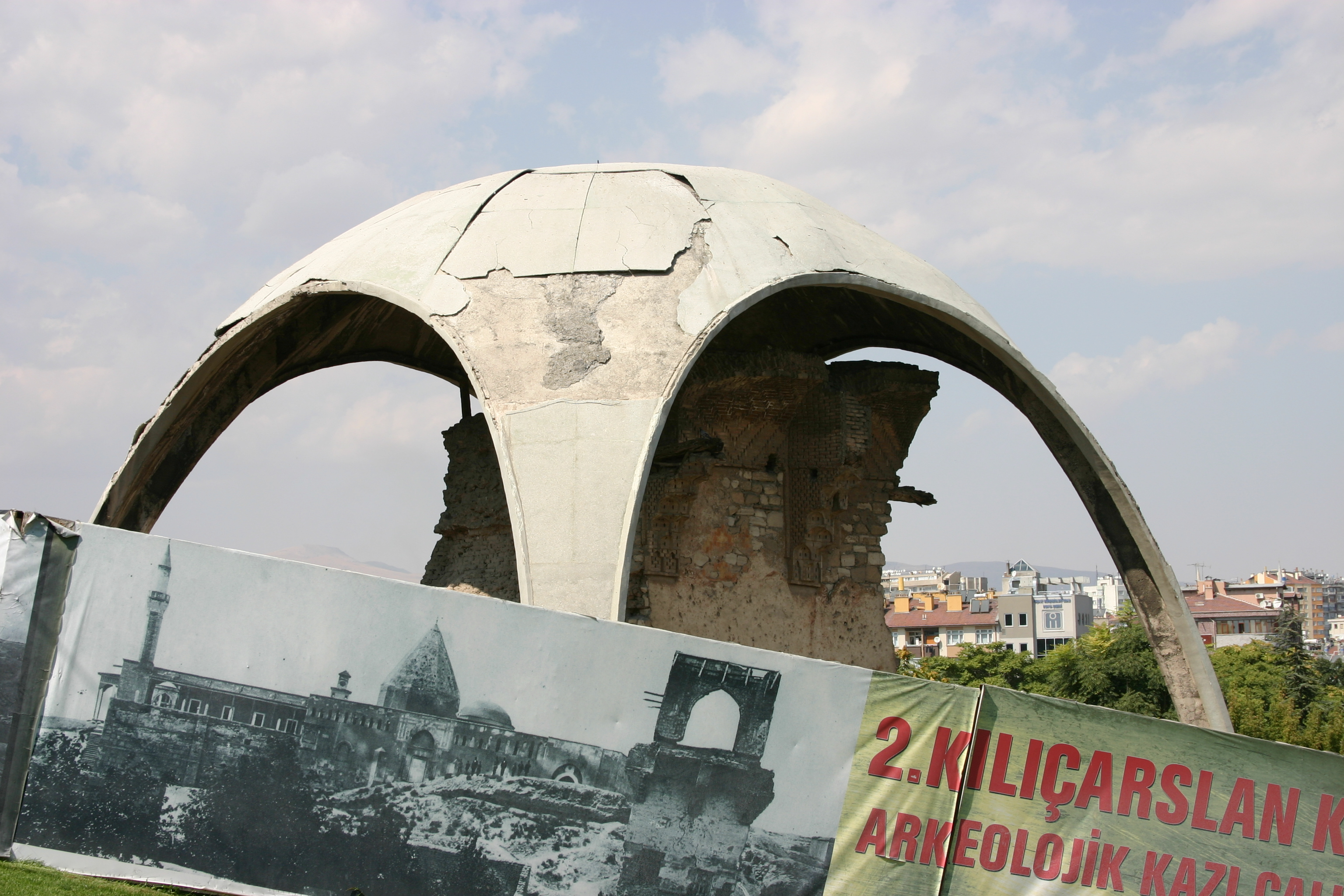
Ruinen des Hauses von Kilidsch Arslan in Konya

Sultanat von Rum (um 1190). Der Stern markiert die Hauptstadt Konya (Ikonion), die Jahreszahl 1176 den Ort der Schlacht von Myriokephalon

Kilidsch Arslan II. oder Kylydsch Arslan (osmanisch قلج أرسلان Kilic Arslan, İA Qiliğ Ārslān, deutsch ‚Löwenschwert‘, auch Kilitsch Arslan, Kilic Arslan, Qiliğ-Arslan, Kilij Arslan; † 1192), mit vollem Namen Izz ad-Din Kilidsch Arslan II. (türkisch II. İzzedin Kılıç Arslan), war seldschukischer Sultan von Rum. Er wurde 1156 der Nachfolger seines Vaters Mas'ud I.
1159 griff Kilidsch Arslan den byzantinischen Kaiser Manuel I. Komnenos an, als dieser auf der Rückreise von Verhandlungen mit Nur ad-Din in Syrien in der Nähe seiner Hauptstadt Ikonion vorzog. Nachdem Manuel I. 1159 mit seinen Truppen nach Konstantinopel zurückgekehrt war, griff Nur ad-Din das Sultanat von Rum an und konnte Maraş sowie die Festungen von Cresson und Beherselin einnehmen. Nur ein Angriff von König Balduin III. auf das von Verteidigern entblößte Gebiet von Damaskus hinderte ihn an einem weiteren Vormarsch.
1161 wurde Kilidsch Arslan von Manuels Neffen Johannes Kontostephanos geschlagen und musste als Geste der Unterwerfung nach Konstantinopel reisen. 1173 verbündete er sich – jetzt im Frieden mit Byzanz – mit Nur ad-Din gegen Mossul. Er ging auch ein Bündnis mit Mleh, dem König von Kleinarmenien ein, der ebenfalls im Konflikt mit Byzanz lag.
Der Friedensvertrag mit Byzanz hielt bis 1175, als Kilidsch Arslan sich weigerte, vor kurzem von den Danischmenden erobertes Gebiet an Manuel abzutreten. Beide Seiten hatten in den vergangenen Jahren für einen neuen Waffengang aufgerüstet, dennoch versuchte Kilidsch Arslan, mit Manuel in Verhandlungen zu treten, der aber fiel 1176 in das Sultanat ein, mit dem Ziel, die Hauptstadt zu erobern. Dem Sultan gelang es, Manuels Armee in ein Tal bei der zerstörten Burg Myriokephalon zu lotsen, wo er die Byzantiner schlug (Schlacht von Myriokephalon) und den Kaiser zwang, die Grenzbefestigungen zu schleifen.
1180 zog er  seinen Vorteil aus der Instabilität des Kaiserreichs nach dem Tod Manuels und sicherte sich den größten Teil der südöstlichen Küste Anatoliens. Er verbündete sich im gleichen Jahr mit Saladin, Nur ad-Dins Nachfolger. 1185 schloss er Frieden mit dem Kaiser Isaak II. Im Jahr darauf übertrug er die Macht auf seine neun Söhne, die sofort damit begannen, sich untereinander zu bekämpfen. Kilidsch Arslan war nicht in der Lage, die Soldaten des Dritten Kreuzzugs unter Kaiser Friedrich Barbarossa aufzuhalten. Er unterlag im Mai 1190 in den Schlachten von Philomelion und Ikonion.
Kilidsch Arslan starb 1192. Sein Nachfolger wurde Kai Chosrau I., während seine anderen Söhne weiterhin um die Macht in den verschiedenen Teilen des Sultanats kämpften.

## Familie
Kinder
- Seldschuki Chatun (gest. 1188), heiratete um 1185/1186 den Abbasiden-Kalifen al-Nāsir li-Dīn Allāh (reg. 1180–1225).

## Quelle
- Kılıç Arslan II. in Türkiye Diyanet Vakfı İslâm Ansiklopedisi (türkisch)

| Vorgänger | Amt                      | Nachfolger     |
| --------- | ------------------------ | -------------- |
| Mas'ud I. | Sultan von Rum 1156–1192 | Kai Chosrau I. |

| Personendaten    | Personendaten                                                                                         |
| ---------------- | --- |
| NAME             | Kılıç Arslan II.                                                                                      |
| ALTERNATIVNAMEN  | Izz ad-Din Kılıç Arslan II.; Qïlïch Arslan, Kilidsch Arslan; Kylydsch Arslan; Kilij Arslan (englisch) |
| KURZBESCHREIBUNG | Sultan von Rum                                                                                        |
| GEBURTSDATUM     | 12. Jahrhundert                                                                                       |
| STERBEDATUM      | 1192                                                                                                  |